# Nyálkáshalfélék

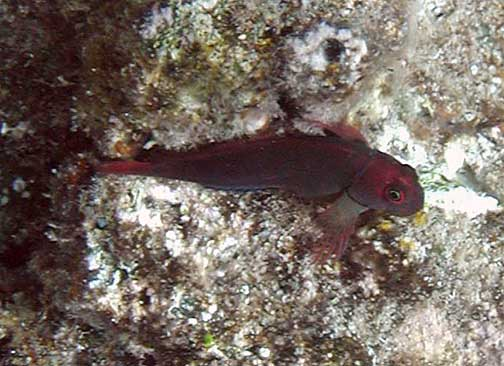
Cirripectes vanderbilti

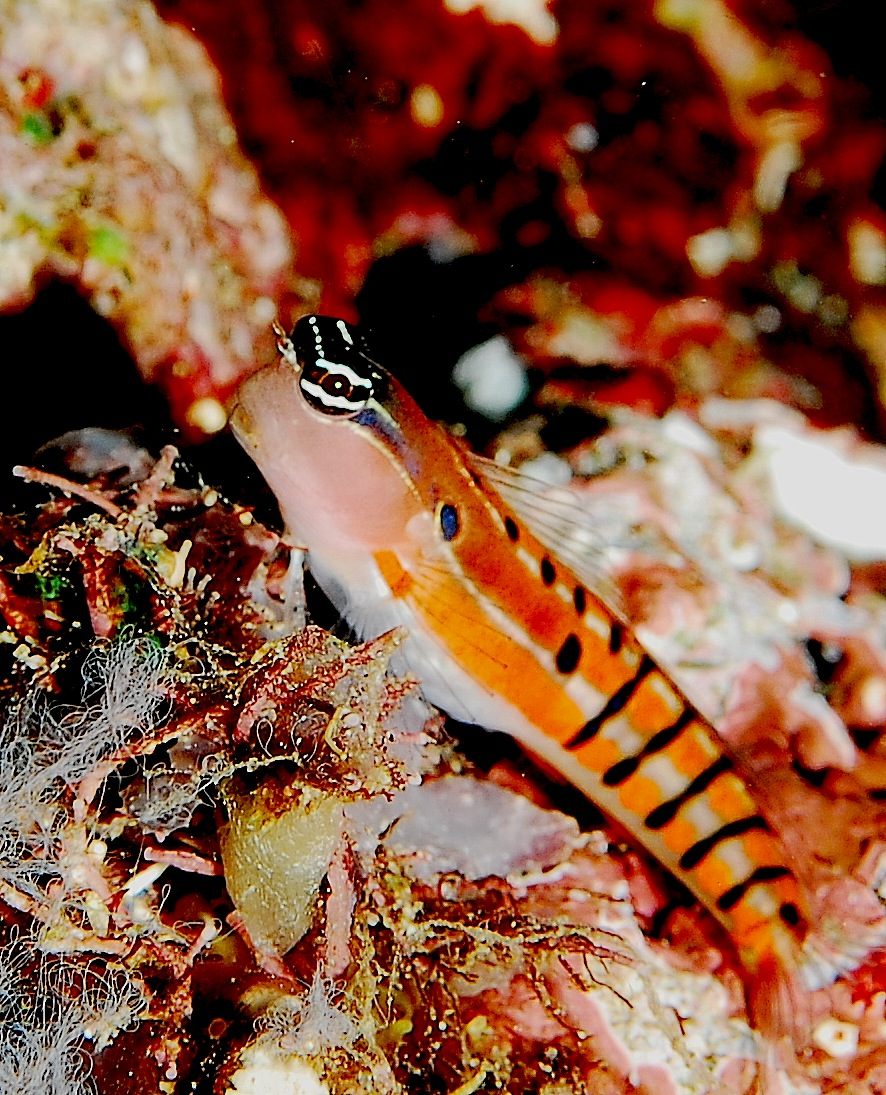
Ecsenius axelrodi

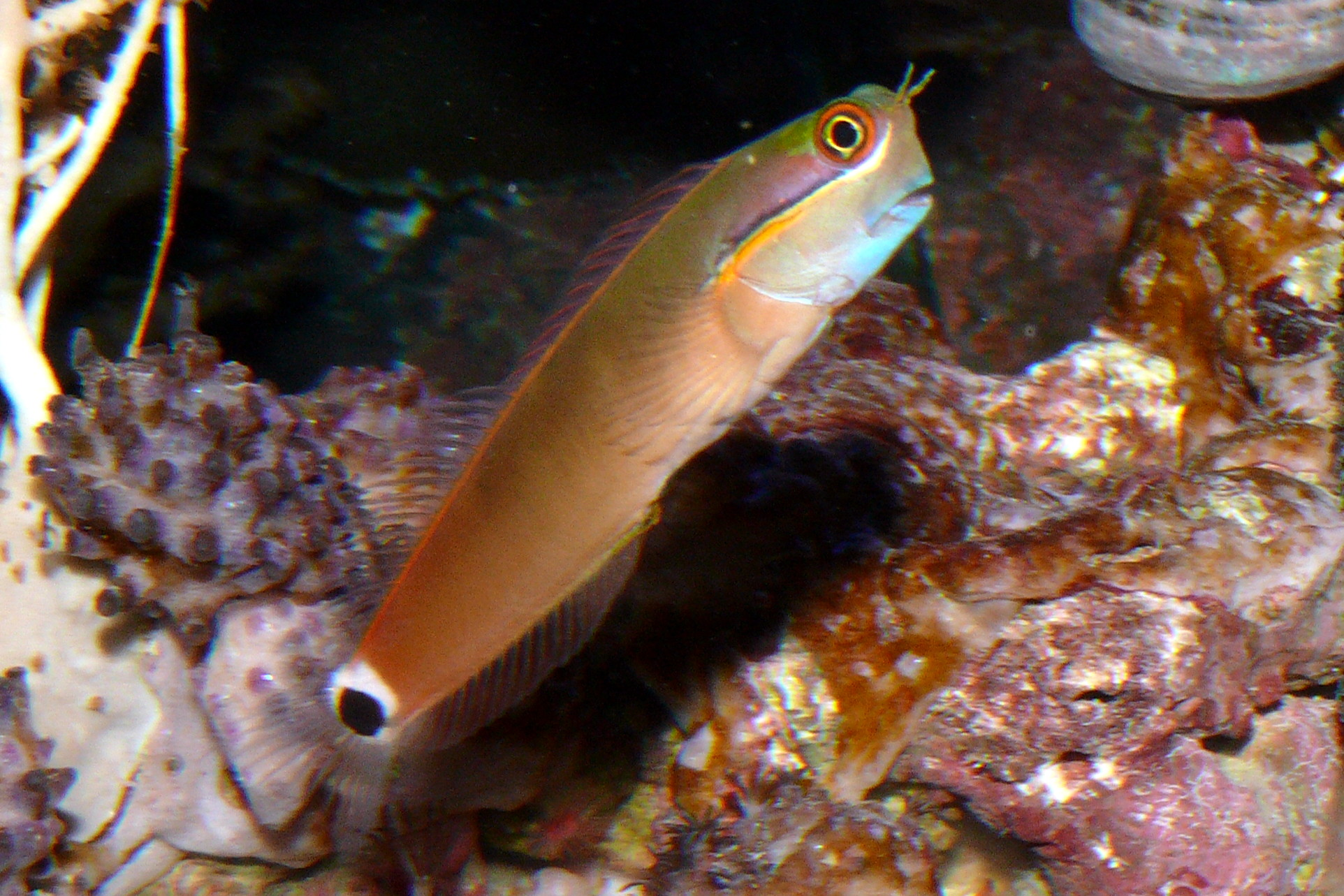
Ecsenius stigmatura

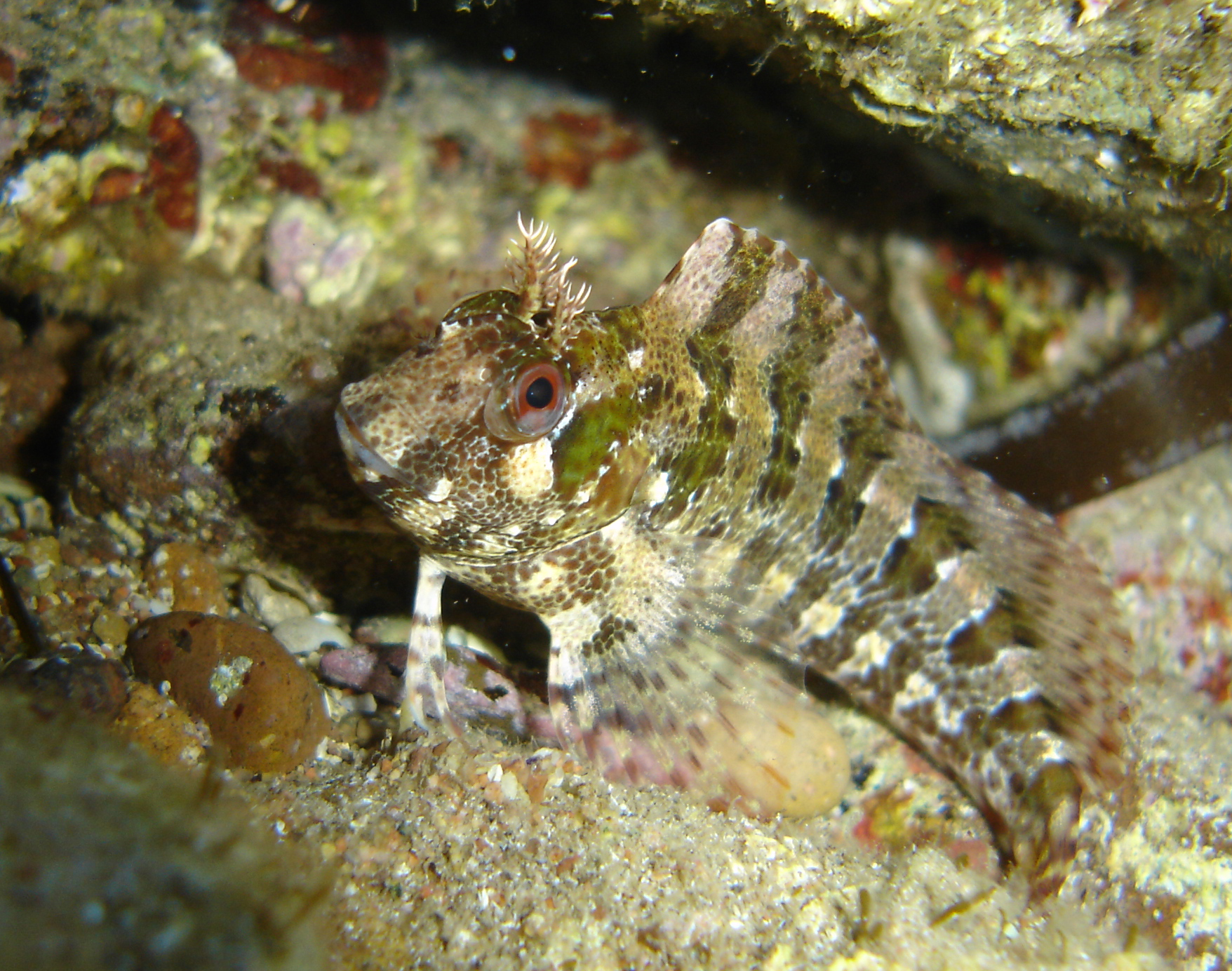
Parablennius gattorugine

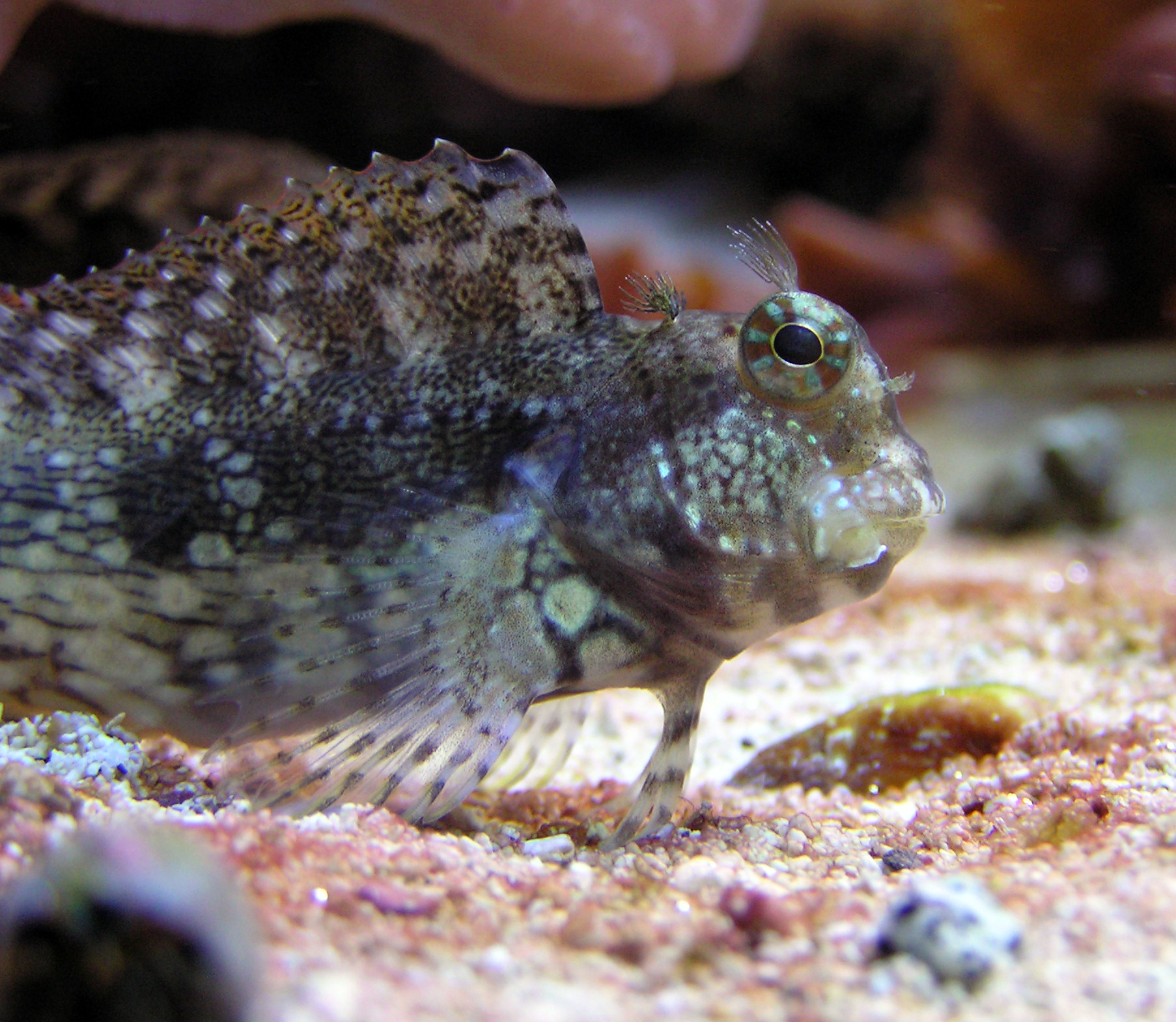
Salarias fasciatus

A nyálkáshalfélék (Blenniidae) a csontos halak (Osteichthyes) főosztályának sugarasúszójú halak (Actinopterygii) osztályába, ezen belül a sügéralakúak (Perciformes) rendjébe tartozó család több mint 300 fajjal. Nevüket onnan kapták, hogy a család legtöbb tagjának bőre csupasz vagy igen apró pikkelyekkel borított, nyálkás.

## Előfordulásuk
A világ minden tengerében, csaknem minden tengerparton fellelhetők. Sok fajuk árapály-tócsákban él. Édesvízben csak néhány fajuk képes huzamosabban megmaradni, de azok sem állandóan élnek ott.

## Megjelenésük
Testhosszuk fajonként különböző, de csak 30 centiméterig terjedhet. Testük nyúlánk, oldalról lapított, a fejük nagy. Némelyek elágazó fejdíszt viselnek. A toroktájékon álló hasúszójuk csak 2–3 hajlékony sugárból áll. A hátúszók egybeolvadtak, de az elülső és a hátulsó rész megkülönböztethető. A hátúszó sugarai puhák és hajlékonyak, a mell-, az alsó- és a farokúszó sugarai nagyobbak és erősek. Fogazatuk az állkapcsokon szorosan egymáshoz csatlakozó, hosszú fogakból áll — ezek egyetlen, szabályos sorba rendeződnek.
Olykor az orrlyuk előtt, máskor a pofájukon különféle alakú érzőfonalak vannak. Szemüket egymástól függetlenül is mozgathatják, így egy időben képesek a rájuk leselkedő veszélyeket szemmel tartani és vadászni.
Sokuk képes a színezetét hangulatának megfelelően, hirtelen megváltoztatni. Ennek többféle oka lehet: önvédelem, agresszió levezetése, alárendeltség kifejezése, álcázás, ívás idején pedig nászruha.

## Életmódjuk
Territoriális lények; mindegyiküknek megvan a saját területe. Kis ideig a szárazon is megélnek.  A legtöbb faj legfeljebb 4 évig, ritkán 14 évig él. Valamennyien ragadozók; táplálékaik tengerimakkok, egyéb kis testű rákok, egyes algafajok és tengerifű. Egyesek igen harapósak, ezektől a halászok is félnek.
Sok faj elevenszülő, mások ivadékgondozók — némelyek fészket is raknak. Sziklás, vagy kavicsos fenék fölött kisebb csapatokban kószálnak vagy sziklarepedésekbe bújva lesnek prédára. Ha apály idején szárazon is rekednek, az nem árt meg nekik.

## Szaporodásuk
Az ivarérettséget egyévesen érik el. Április–augusztus között ívnak. A nőstények egy mélyedésben, sőt, hulladékban helyezik el az ikracsomót. A hím úszóival oxigéndús vizet legyez az ikrákra. Az ikrák száma az adott hal korától és méretétől függ. A kifejlődéshez szükséges idő fajonként eltérő — egyes fajoknak akár két hónap is kellhet.

## Gazdasági jelentőségük
Néhány fajt étkezési célra halásznak. Napjainkban nem fenyegeti őket közvetlen veszély. Mivel azonban a partok mentén élnek, a környezetszennyezés hatásainak a nyílttengeri fajoknál jobban ki vannak téve.

## Rendszerezésük
Régebben két alcsaládra — farkashalakra és pillangóhalakra — osztották őket, ez a tagolás azonban a genetikai vizsgálatok alapján indokolatlannak bizonyult.
A család nemei:
- Aidablennius
- Alloblennius
- Alticus
- Andamia
- Antennablennius
- Aspidontus
- Atrosalarias
- Bathyblennius
- Blenniella
- Blennius
- Chalaroderma
- Chasmodes
- Cirripectes
- Cirrisalarias
- Coryphoblennius
- Crossosalarias
- Dodekablennos
- Ecsenius
- Enchelyurus
- Entomacrodus
- Exallias
- Glyptoparus
- Haptogenys
- Hirculops
- Hypleurochilus
- Hypsoblennius
- Istiblennius
- Laiphognathus
- Lipophrys
- Litobranchus
- Lupinoblennius
- Meiacanthus
- Mimoblennius
- Nannosalarias
- Oman
- Omobranchus
- Omox
- Ophioblennius
- Parablennius
- Parahypsos
- Paralipophrys
- Paralticus
- Parenchelyurus
- Pereulixia
- Petroscirtes
- Phenablennius
- Plagiotremus
- Praealticus
- Rhabdoblennius
- Salaria
- Salarias
- Scartella
- Scartichthys
- Spaniblennius
- Stanulus
- Xiphasia

## Megjelenésük a szépirodalomban
- A Blennius pholis nevű faj könnyed nyelvezetű, mérsékelten tudományos bemutatása olvasható Móra Ferenc Monte-carlói típusok című elbeszélésében (Blenius névvel; megjelent a Túl a Palánkon című kötetben).